# Callerebia kala
Callerebia kala är en fjärilsart som beskrevs av Evans 1924. Callerebia kala ingår i släktet Callerebia och familjen praktfjärilar. Inga underarter finns listade i Catalogue of Life.